# Pukapukanische Sprache
Die pukapukanische Sprache oder kurz Pukapuka (Schreibweisen auch Puka Puka, Bukabuka, Buka Buka) ist eine polynesische Sprache, die auf den nördlichen Cookinseln Pukapuka und Nassau von 840 Personen gesprochen wird. Weitere Sprecher leben heute in Rarotonga, Neuseeland und Australien. Die Gesamtsprecherzahl beträgt 2000 (Zählung 1997, nach Ethnologue 2005).
Die Wortfolge ist VOS (Verb-Objekt-Subjekt) bzw. VSO (Verb-Subjekt-Objekt).